# Yannick Souvré
Yannick Souvré (nacida el 19 de septiembre de 1969 en Toulouse, Francia) es una exjugadora de baloncesto francesa. 